# Udo de Roberti-Jessen
Udo de Roberti-Jessen (* 1874 in Rendsburg; † 1953 in Wilhelmshaven (?)) war ein deutscher Verwaltungsjurist.

## Leben
Roberti-Jessen studierte an der Königlichen Universität zu Greifswald Rechtswissenschaft und wurde 1897 im Corps Pomerania aktiv. 1906 wurde er in Greifswald zum Dr. iur. promoviert. Er trat in die innere Verwaltung Preußens und kam als Regierungsreferendar nach Oppeln. Nach der Prüfung als Regierungsassessor wurde er zur Regierung in Bromberg versetzt. Von 1912 bis 1919 war er Landrat im Kreis Witkowo. 1919/20 war er der letzte Landrat im Kreis Filehne.